# St. Clair County, Illinois
St. Clair County är ett administrativt område i delstaten Illinois, USA, med 270 056 invånare. Den administrativa huvudorten (county seat) är Belleville. 

## Geografi
Enligt United States Census Bureau så har countyt en total area på 1 746 km². 1 720 km² av den arean är land och 26 km² är vatten.

### Angränsande countyn
- Madison County - nord
- Clinton County - nordost
- Washington County - öst
- Randolph County - syd
- Monroe County - sydväst